# Landesarbeitsgericht Hamburg

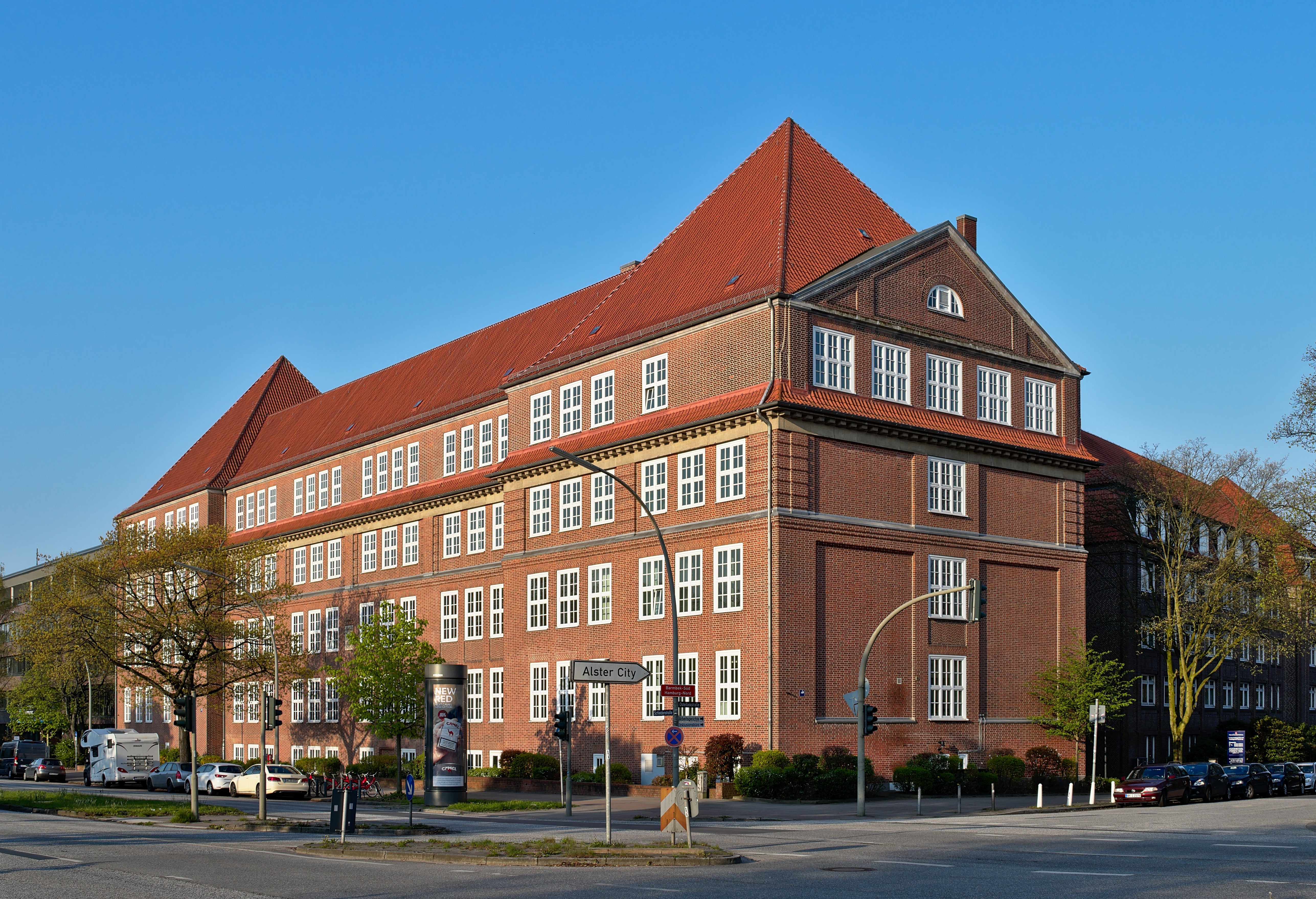
Das Landesarbeitsgericht ist in der ehemaligen Volksschule Schleidenstraße in Barmbek-Süd untergebracht.

Das Landesarbeitsgericht Hamburg (LAG Hamburg) ist das obere Gericht des Landes Hamburg auf dem Gebiet der Arbeitsgerichtsbarkeit. Es handelt sich um eines der 18 Landesarbeitsgerichte in Deutschland. Sitz des Gerichts ist Hamburg.

## Gerichtsbezirk
Das LAG Hamburg ist örtlich zuständig für das Gebiet der Freien und Hansestadt Hamburg.

## Über- und nachgeordnete Gerichte
Nachgeordnet ist das Arbeitsgericht Hamburg, übergeordnet das Bundesarbeitsgericht in Erfurt.

## Leitung
- 1946–1954: Wilhelm König, * 16. Mai 1905, † 12. Februar 1981
- 1954–1966: Hugo Wünnenberg, * 15.1 Januar 1900
- 1966–1971: Clara Klabunde, * 30. Dezember 1906, † 7. Juli 1994
- ab 1. Januar 1972: Wilfried Weihrauch, * 18. April 1927
- 19. Oktober 1992–2007: Henning Kirsch, * 19. Oktober 1942
- 2007-Oktober 2021: Präsident Helmut Nause[1][2]
- seit Oktober 2021: Präsidentin Birgit Voßkühler (zuvor Vizepräsidentin)

## Gebäude
Das Gebäude, in dem heute das Landesarbeitsgericht und das Arbeitsgericht untergebracht sind, wurde 1910–1912 nach Plänen von Albert Erbe als Volksschule Schleidenstraße für den damals schnell wachsenden Stadtteil Barmbek errichtet.